# Samantha Ronson
Samantha Judith Ronson (Londra, 7 agosto 1977) è una cantautrice e disc-jockey britannica.

## Carriera
Il 31 dicembre 2000 partecipa allo spettacolo di MTV, trasmesso dagli studi televisivi di Times Square (distretto di Manhattan), in occasione della Notte di San Silvestro, nella veste di disc-jockey di genere house music. Nel 2004 ha aperto il tour Schizophrenic del cantante JC Chasez, ex componente degli 'N Sync. Nello stesso anno ha firmato per l'etichetta discografica Roc-A-Fella Records, fra le maggiori di genere hip hop negli Stati Uniti e sussidiaria della Universal Music Group.
Ha pubblicato quattro singoli, fra i quali Built This Way, inserito nella colonna sonora del film Mean Girls, uscito nelle sale quello stesso anno. La Ronson ha inciso l'album Red, che non è stato mai pubblicato ufficialmente, ma del quale è possibile il download tramite la pagina MySpace della cantautrice di genere hip hop/pop rock. Ha inoltre partecipato a numerosi mixtape prodotti da artisti appartenenti alla sua stessa casa discografica.
Nel gennaio 2008, in un'intervista ad MTV News, è emerso che Samantha ha interrotto i rapporti con l'etichetta, tornando ad occuparsi esclusivamente dell'attività di disc-jockey. Nel 2009 appare in un episodio delle serie televisiva 90210.

## Vita privata
Nel dicembre 2008 Lindsay Lohan dichiara in un'intervista concessa ad Harper's Bazaar di avere una relazione con Samantha Ronson, confermando così le voci nate diversi mesi prima. La storia si interrompe nel giugno 2009 .
Il fratello, Mark Ronson, è un deejay di notevole popolarità.

## Discografia

### Album
- 2004 Red

### Singoli
- 2004 Pull My Hair Out
- 2004 Fool
- 2004 If It's Gonna Rain
- 2004 Built This Way